# Marie Neumanova
Marie Neumanova (née le 16 août 1946 à Stará Boleslav), également connue sous son nom de femme mariée Marie Pinterova, est une joueuse de tennis tchécoslovaque puis hongroise, professionnelle dans les années 1970 et 1980.
En 1974, elle a joué les quarts de finale à Roland-Garros (battue par Olga Morozova), sa meilleure performance en simple dans une épreuve du Grand Chelem.
Marie Neumanova a remporté deux titres WTA en simple pendant sa carrière, le premier en Floride en 1972 (face à Billie Jean King en finale), le second au Japon en 1981.
Elle s'illustre sur le circuit senior européen de l'ITF depuis 1995. Elle a détenu les titres de championne du monde des plus de 45 ans en 1995 et 1996 et des plus de 50 ans en 1997 et 1998.

## Palmarès

### Titres en simple dames
| No | Date       | Nom et lieu du tournoi                       | Catégorie   | Dotation | Surface         | Finaliste        | Score         |          |
| -- | ---------- | -------------------------------------------- | ----------- | -------- | --------------- | ---------------- | ------------- | -------- |
| 1  | 04/04/1972 | Virginia Slims of Jacksonville, Jacksonville | WT Pro Tour | 18 000 $ | Terre (ext.)    | Billie Jean King | 6-4, 6-3      | Parcours |
| 2  | 19/10/1981 | Japan Open, Tokyo                            |             | 50 000 $ | Moquette (int.) | Pam Casale       | 2-6, 6-4, 6-1 | Parcours |

### Finale en simple dames
Aucune

### Titre en double dames
Aucun

### Finales en double dames
| No | Date       | Nom et lieu du tournoi                  | Catégorie | Dotation | Surface      | Vainqueures                | Partenaire          | Score         |          |
| -- | ---------- | --------------------------------------- | --------- | -------- | ------------ | -------------------------- | ------------------- | ------------- | -------- |
| 1  | 02/04/1973 | First Federal of Sarasota Open Sarasota |           | 20 000 $ | Terre (ext.) | Patti Hogan Sharon Walsh   | Martina Navrátilová | 4-6, 6-0, 6-3 | Parcours |
| 2  | 13/10/1980 | Borden Classic Nagoya                   |           | 50 000 $ | Terre (ext.) | Lindsay Morse Jean Nachand | Nerida Gregory      | 6-3, 6-1      | Parcours |
| 3  | 20/10/1980 | Hit-Union Japan Open Tokyo              |           | 50 000 $ | Dur (ext.)   | Dana Gilbert Peanut Louie  | Nerida Gregory      | 7-5, 7-6      | Parcours |

## Parcours en Grand Chelem

### En simple dames
| Année | Open d'Australie (janvier) | Open d'Australie (janvier) | Internationaux de France | Internationaux de France | Wimbledon       | Wimbledon        | US Open         | US Open         | Open d'Australie (décembre) | Open d'Australie (décembre) |
| ----- | -------------------------- | -------------------------- | ------------------------ | ------------------------ | --------------- | ---------------- | --------------- | --------------- | --------------------------- | --------------------------- |
| 1969  | -                          | -                          | 1er tour (1/32)          | Tory Ann Fretz           | -               | -                | -               | -               | n/a                         | n/a                         |
| 1970  | -                          | -                          | 1er tour (1/32)          | Ana María Arias          | 1er tour (1/64) | Mary-Ann Eisel   | -               | -               | n/a                         | n/a                         |
| 1971  | -                          | -                          | 1er tour (1/32)          | Judith Szörényi          | 1er tour (1/64) | Daphne Botha     | -               | -               | n/a                         | n/a                         |
| 1972  | -                          | -                          | 3e tour (1/16)           | Mona Schallau            | 1er tour (1/64) | C. Sandberg      | -               | -               | n/a                         | n/a                         |
| 1973  | -                          | -                          | 1er tour (1/32)          | Françoise Dürr           | 1er tour (1/64) | Marijke Jansen   | -               | -               | n/a                         | n/a                         |
| 1974  | -                          | -                          | 1/4 de finale            | Olga Morozova            | 1er tour (1/64) | F. Bonicelli     | 1er tour (1/32) | Betsy Nagelsen  | n/a                         | n/a                         |
| 1975  | -                          | -                          | 2e tour (1/16)           | Renáta Tomanová          | 1er tour (1/64) | Linky Boshoff    | -               | -               | n/a                         | n/a                         |
| 1977  | -                          | -                          | 2e tour (1/16)           | Yvonne Vermaak           | 1er tour (1/64) | P. Peisachov     | -               | -               | -                           | -                           |
| 1978  | n/a                        | n/a                        | 1er tour (1/32)          | Hana Mandlíková          | 2e tour (1/32)  | Billie Jean King | 3e tour (1/16)  | M. Navrátilová  | -                           | -                           |
| 1979  | n/a                        | n/a                        | -                        | -                        | 2e tour (1/32)  | Kay McDaniel     | 1er tour (1/64) | Wendy Turnbull  | -                           | -                           |
| 1980  | n/a                        | n/a                        | 2e tour (1/16)           | Virginia Ruzici          | -               | -                | -               | -               | 3e tour (1/8)               | Virginia Ruzici             |
| 1981  | n/a                        | n/a                        | 2e tour (1/32)           | Anne Smith               | 2e tour (1/32)  | Leslie Allen     | 1er tour (1/64) | Kim Jones       | 1er tour (1/32)             | Sharon Walsh                |
| 1982  | n/a                        | n/a                        | 1er tour (1/64)          | Betty Stöve              | 1er tour (1/64) | Claudia Pasquale | 1er tour (1/64) | A. M. Fernández | -                           | -                           |

À droite du résultat, l’ultime adversaire.

### En double dames
| Année | Open d'Australie (janvier) | Open d'Australie (janvier) | Internationaux de France      | Internationaux de France        | Wimbledon                   | Wimbledon                   | US Open                       | US Open                    | Open d'Australie (décembre)   | Open d'Australie (décembre) |
| ----- | -------------------------- | -------------------------- | ----------------------------- | ------------------------------- | --------------------------- | --------------------------- | ----------------------------- | -------------------------- | ----------------------------- | --------------------------- |
| 1969  | -                          | -                          | 2e tour (1/16) V. Kodesova    | G. Moran M. Starr               | -                           | -                           | -                             | -                          | n/a                           | n/a                         |
| 1970  | -                          | -                          | 2e tour (1/16) J. Berson      | M. Brummer Laura Rossouw        | 1er tour (1/32) Jane O'Hara | Monica Giorgi A. Nasuelli   | -                             | -                          | n/a                           | n/a                         |
| 1971  | -                          | -                          | 2e tour (1/16) M. Holubova    | Lea Pericoli P. Teeguarden      | 2e tour (1/16) M. Holubova  | Denise Carter Kristy Pigeon | -                             | -                          | n/a                           | n/a                         |
| 1972  | -                          | -                          | 2e tour (1/8) V. Kodesova     | Judy Tegart F. Dürr             | 1er tour (1/32) V. Kodesova | F. Bonicelli M. Fernández   | -                             | -                          | n/a                           | n/a                         |
| 1973  | -                          | -                          | -                             | -                               | 2e tour (1/16) V. Kodesova  | F. Bonicelli M. Fernández   | -                             | -                          | n/a                           | n/a                         |
| 1974  | -                          | -                          | 1er tour (1/16) M. Koželuhová | R. Giscafré A. Nasuelli         | 3e tour (1/8) M. Kroschina  | Julie Heldman Virginia Wade | 1er tour (1/16) Laurie Tenney | Elly Appel Tine Zwaan      | n/a                           | n/a                         |
| 1975  | -                          | -                          | 1er tour (1/16) P. Peisachov  | Baldovinos-Cibeira Carmen Perea | 3e tour (1/8) Rosie Darmon  | Julie Anthony Olga Morozova | -                             | -                          | n/a                           | n/a                         |
| 1977  | -                          | -                          | -                             | -                               | 2e tour (1/16) Diane Evers  | Tracy Austin Lesley Hunt    | -                             | -                          | -                             | -                           |
| 1978  | n/a                        | n/a                        | 2e tour (1/8) Diane Evers     | Lesley Turner Gail Sherriff     | 1er tour (1/32) N. Gregory  | R. Maršíková Elly Appel     | -                             | -                          | -                             | -                           |
| 1979  | n/a                        | n/a                        | -                             | -                               | 1er tour (1/32) N. Gregory  | Kay McDaniel Nancy Yeargin  | -                             | -                          | -                             | -                           |
| 1980  | n/a                        | n/a                        | -                             | -                               | -                           | -                           | -                             | -                          | 1er tour (1/16) Gail Sherriff | C. Jolissaint M. Mesker     |
| 1981  | n/a                        | n/a                        | 3e tour (1/8) N. Gregory      | Chris Evert V. Ruzici           | 2e tour (1/16) N. Gregory   | Kathy Jordan Anne Smith     | 1er tour (1/32) N. Gregory    | Chris Newton B. Remilton   | 1er tour (1/16) Naoko Sato    | Rosie Casals W. Turnbull    |
| 1982  | n/a                        | n/a                        | 1er tour (1/32) Naoko Sato    | Pat Medrado C. Monteiro         | 2e tour (1/16) Naoko Sato   | J. Russell V. Ruzici        | 1er tour (1/32) Jane Preyer   | Carmen Perea Pilar Vásquez | -                             | -                           |

Sous le résultat, la partenaire ; à droite, l’ultime équipe adverse.